# Сюкся

Сюкся — река в России, протекает в Рузаевском районе Республики Мордовия. Устье реки находится в 12 км по левому берегу реки Пишля. Длина реки составляет 12 км.
Река берёт начало в Шишкеевском лесу в 16 км к северо-западу от центра Рузаевки. Исток лежит на водоразделе Суры и Оки, рядом с истоком Сюкси берёт начало Шишкеевка. река течёт на восток и юго-восток, впадает в Пишлю у деревни Быковка чуть ниже села Мордовская Пишля.

## Данные водного реестра
По данным государственного водного реестра России относится к Верхневолжскому бассейновому округу, водохозяйственный участок реки — Алатырь от истока и до устья, речной подбассейн реки — Сура. Речной бассейн реки — (Верхняя) Волга до Куйбышевского водохранилища (без бассейна Оки).
По данным геоинформационной системы водохозяйственного районирования территории РФ, подготовленной Федеральным агентством водных ресурсов:
- Код водного объекта в государственном водном реестре — 08010500212110000038314
- Код по гидрологической изученности (ГИ) — 110003831
- Код бассейна — 08.01.05.002
- Номер тома по ГИ — 10
- Выпуск по ГИ — 0